# Rajna Talinska
Rajna Iliewa Kirczewa-Talinska (bułg. Райна Илиева Кирчева-Талинска; ur. 24 lutego 1888 w Warnie, zm. 12 lutego 1954 w Sofii) – bułgarska aktorka.

## Życiorys
Urodziła się w Warnie 24 lutego 1888 roku. Ukończyła szkołę średnią w Sofii i wstąpiła na Wydział Historyczno-Filologiczny Uniwersytetu Sofijskiego. W 1907 roku studiowała w Szkole Teatralnej w Berlinie. Na scenie Teatru Narodowego zadebiutowała w 1909 roku jako Tamara w przedstawieniu teatralnym Borisław Iwana Wazowa, choć jej pierwszą rolą jako aktorka była Luiza w Intryga i miłość Friedricha Schillera, lecz wystawiana była na zamkniętej scenie. Od 1909 do 1930 grała na scenie Teatru Narodowego. Zmarła 12 lutego 1954 roku w Sofii.

## Role
Raina Talinska grała w wielu rolach. Oto kilka najważniejszych:
- Fargowa - „Милионерът” (Milioner) Jordana Jowkowa
- Petranowa - „Големанов” (Golemanow) Stefana Kostowa
- Natasza - „Trzy siostry” Antona Czechowa
- Anya - „Wiśniowy sad” Antona Czechowa
- Ana Andreevna - „Rewizor” Nikołaja Gogola
- Pani Quickley -  „Henryk IV” Williama Szekspira
- Rada - „Зидари” (Masoni) Petka Todorowa[1].